# Provincia de Uele
La provincia de Uele es una antigua provincia de la República Democrática del Congo. Se formó en 1963 a partir de parte de la provincia Oriental. En 1966 se fusionó nuevamente en la reconstituida provincia Oriental. Corresponde aproximadamente a las provincias modernas de Bajo Uele y Alto Uele.

## Región
La provincia tomó su nombre del río Uele. La región de Uele fue una vez el hogar de reinos asimilados (no bantúes), que sin embargo dejaron solo asentamientos dispersos. Bajo Uele es el dominio del pueblo zande y Alto Uele es el dominio del pueblo mangbetu. En los últimos tiempos, Alto Uele ha sido explotado para la extracción de oro.

## Administración
Los jefes de la provincia de Uele fueron:
| Comienzo                 | Fin                     | Titular del cargo | Título     |
| ------------------------ | ----------------------- | ----------------- | ---------- |
| 11 de septiembre de 1962 | Mayo de 1965            | Paul Mambaya      | Presidente |
| 6 de julio de 1965       | 28 de diciembre de 1966 | François Kupa     | Gobernador |